# Лориньянозавр
Лориньянозавр (лат. Lourinhanosaurus) — вымерший род тероподных динозавров, ископаемые остатки которого были обнаружены в отложениях формации Лориньян (Lourinhã Formation) (Португалия), датируемых верхней юрой (киммеридж/титон). Один из многих крупных хищников, обнаруженных в формации Лориньян, вероятно, живший одновременно с Torvosaurus, Allosaurus europaeus и Ceratosaurus.

## Открытие и наименование
Первые остатки лориньянозавра  были найдены в Перальте, недалеко от Лориньяна, Португалия, в 1982 году, но были описаны только в 1998 году португальским палеонтологом Октавиу Матеушем (Octávio Mateus). Его типовым (и на сегодняшний день единственным) видом является L. antunesi, названный в честь португальского палеонтолога Мигеля Теллеса Антунеса (Miguel Telles Antunes).
Окаменелости лориньянозавра хранятся в Музее Лориньяна. На сегодняшний день наиболее полным известным образцом L. antunesi является голотип ML 370, представляющий собой частичный скелет. Он состоит из шести шейных  позвонков с шестью рёбрами, пяти крестцовых позвонков с рёбрами, 14 хвостовых позвонков, восьми шевронов, обоих бедренных костей, правой больше- и малоберцовой костей, одной кости предплюсны, двух подвздошных костей, а также обоих лобковых и седалищных костей, а также 32 гастролитов. Бедренная кость (ML 555), найденная в Порто-дас-Баркас (формация Лориньян; верхняя юра), также была отнесена к лориньянозавру.
Помимо этих образцов, около 100 яиц (в совокупности описываемых как образец ML 565), некоторые из которых содержат эмбриональные кости и отпечатки кожи, были найдены в 1993 году на близлежащем пляже Паймого. В 2001 году они были приписаны Lourinhanosaurus.

## Палеобиология
Найденная особь лориньянозавра была незрелой, длиной около 4,5 м и массой около 160 кг. Гистология показывает, что голотипу было от 14 до 17 лет на момент смерти.
Лориньянозавр является первым тероподом, с окаменелостями которого были ассоциированы гастролиты. Во время описания было сделано заключение, что эти камни не были случайно проглочены при поедании органов брюшной полости растительноядного динозавра.
Также были обнаружены яйца и эмбрионы динозавров, предположительно принадлежащие лориньянозавру. В 1998 году было объявлено об обнаружении гнезда, содержащего более 100 яиц, в некоторых из которых сохранились эмбрионы.

## Классификация
Родственные связи лориньянозавра с другими тероподами неясны. Первоначально таксон считали примитивным представителем Allosauroidea, но позже его стали относить к Sinraptoridae (Metriacanthosauridae), более обширной кладе в составе Allosauroidea. С момента первоначального описания некоторые исследователи склонялись к мысли, что L. antunesi на самом деле является не аллозавроидом, а представителем Megalosauroidea, более базальной группы тетанур. Benson и др. (2010) отнесли его и Poekilopleuron к Sinraptoridae. Carrano и др. (2012) определили его как целурозавра. В исследовании 2022 года он упоминается как «предположительный метриакантозаврид».
Cau (2024) отнёс лориньянозавра к аллозавроидам, не включив его в состав ни одного семейства, объединив род с Aorun в одну кладу. Упрощённая версия кладограммы показана ниже.

|  | Lourinhanosaurus                                                     |
|  |                                                                      |
|  | Aorun                                                                |
|  |                                                                      |
|  | \| \| Allosaurus \| \| \| \| \| \| Carcharodontosauridae \| \| \| \| |
|  |                                                                      |
|  | Allosaurus                                                           |
|  |                                                                      |
|  | Carcharodontosauridae                                                |
|  |                                                                      |

|  | Allosaurus            |
|  |                       |
|  | Carcharodontosauridae |
|  |                       |

|  | Lourinhanosaurus                                                     |
|  |                                                                      |
|  | Aorun                                                                |
|  |                                                                      |
|  | \| \| Allosaurus \| \| \| \| \| \| Carcharodontosauridae \| \| \| \| |
|  |                                                                      |
|  | Allosaurus                                                           |
|  |                                                                      |
|  | Carcharodontosauridae                                                |
|  |                                                                      |

|  | Allosaurus            |
|  |                       |
|  | Carcharodontosauridae |
|  |                       |

|  | Lourinhanosaurus                                                     |
|  |                                                                      |
|  | Aorun                                                                |
|  |                                                                      |
|  | \| \| Allosaurus \| \| \| \| \| \| Carcharodontosauridae \| \| \| \| |
|  |                                                                      |
|  | Allosaurus                                                           |
|  |                                                                      |
|  | Carcharodontosauridae                                                |
|  |                                                                      |

|  | Allosaurus            |
|  |                       |
|  | Carcharodontosauridae |
|  |                       |

|  | Lourinhanosaurus                                                     |
|  |                                                                      |
|  | Aorun                                                                |
|  |                                                                      |
|  | \| \| Allosaurus \| \| \| \| \| \| Carcharodontosauridae \| \| \| \| |
|  |                                                                      |
|  | Allosaurus                                                           |
|  |                                                                      |
|  | Carcharodontosauridae                                                |
|  |                                                                      |

|  | Allosaurus            |
|  |                       |
|  | Carcharodontosauridae |
|  |                       |